# Bassella
Bassella là một đô thị trong ‘‘comarca’’ Alt Urgell, tỉnh Lleida, Catalonia, Tây Ban Nha.

## Các khu vực bên trong
Dân số năm 2005
- Aguilar (21),
- Altès (41),
- Bassella (20),
- Castellnou de Bassella (7)
- La Clua (20), on
- Guardiola (9),
- Mirambell (23)
- Ogern (123),
- Serinyana (1)

## Biến động dân số
| 1900 | 1930 | 1950 | 1970 | 1986 | 2007 |
| ---- | ---- | ---- | ---- | ---- | ---- |
| 815  | 737  | 775  | 505  | 393  | 255  |